# Séyou
Séyou är en ort i Burkina Faso.   Den ligger i regionen Boucle du Mouhoun, i den centrala delen av landet, 160 km väster om huvudstaden Ouagadougou. Séyou ligger 259 meter över havet och antalet invånare är 1 147.
Terrängen runt Séyou är platt. Runt Séyou är det ganska glesbefolkat, med 24 invånare per kvadratkilometer.. Séyou är det största samhället i trakten.
Omgivningarna runt Séyou är en mosaik av jordbruksmark och naturlig växtlighet.